# Örtjärnsskogen
Örtjärnsskogen är ett naturreservat i Skinnskattebergs kommun i Västmanlands län.
Området är naturskyddat sedan 2017 och är 110 hektar stort. Reservatet gränsar i väster till Örtjärnen och består av gammal barrskog.